# Augustin Cozmuța
Augustin Ioan Cozmuța (n. 14 noiembrie 1944, Cernești, județul Maramureș – d. 22 noiembrie 2015, Baia Mare) a fost un ziarist, critic literar și scriitor român.

## Biografie
Augustin Ioan Cozmuța s-a născut în localitatea Cernești, județul Maramureș. Studiile liceale le-a absolvit în anul 1962, la Târgu Lăpuș, iar cele universitare la Cluj-Napoca. Licențiat, în filologie, promoția 1967, (cu lucrarea E. Lovinescu și modernismul) și, de asemenea, în filosofie, (cu lucrarea Politicul în publicistica lui Eminescu). Cursuri post-universitare de sociologia culturii (Brașov) și a presei (București). Din anul 1968 a fost ziarist în Baia Mare.
A debutat în revista Tribuna (1966), al cărei cenaclu literar l-a frecventat în timpul studenției. A colaborat la revistele Tribuna, Steaua, Familia, Astra, Ateneu, Presa Noastră, Archeus, Pro Unione, Nord Literar, suplimentul Maramureș. A inițiat suplimentul Graiul de Duminică al ziarului Graiul Maramureșului (publicație cotidiană al cărei prim număr l-a editat, în compania unui grup de revoluționari, în decembrie 1989).
A îngrijit culegerile literare Pagini maramureșene. A alcătuit antologia literară Nord statornic (Baia Mare 1973).
Debut editorial cu volumul Punct de trecere. Interviuri, Editura Gutinul, Baia Mare 1995, premiat la Salonul de carte de la Oradea.
Redactor de carte sau lector la mai multe lucrări și reviste, consilier editorial al Editurii Gutinul Baia Mare. Autor de prefețe și postfețe la antologii literare, la volume de poezie și proză ale unor autori maramureșeni publicați de edituri băimărene.
A inițiat manifestarea Cărțile Anului, în colaborare cu Primăria Baia Mare. La acest concurs, i-au fost premiate cărțile Coasta Pacifică. Jurnal californian (secțiunea Publicistică), Punct critic Comentarii literare (Premiul special al juriului) și Momente și schițe pe scena criticii. Pentru cartea Pagini de critică literară a primit premiul Asociației Scriitorilor Baia Mare.
Apreciind activitatea desfășurată în calitate de critic literar, Primăria Baia Mare l-a declarat Scriitorul anului în 2015.
A susținut Cartea de teatru, rubrică în programul de sală al Teatrului Dramatic din Baia Mare, trupă pe care a însoțit-o în turnee și la festivaluri naționale și internaționale de profil organizate la Timișoara, Cluj-Napoca, Brașov, Bacău, Oradea, Parma (Italia) și Kielce (Polonia). A însoțit formații artistice maramureșene și a călătorit pe cont propriu sau în interes jurnalistic în Ungaria, Bulgaria, Polonia, Germania, Italia, Olanda, Belgia, Ucraina, Republica Moldova, SUA.
A vernisat numeroase expoziții de artă publicând cronici și interviuri pe această temă, fiind citat în lucrarea-album Centrul artistic Baia Mare la centenar. Membru al juriului la festivaluri de literatură de la Cicârlău și Vișeu de Sus, cât și la unele ediții ale concursului Cărțile Anului. Este cetățean de onoare al comunei natale Cernești, în favoarea bibliotecii căreia a făcut donații de carte. Începând cu mai 2016, Biblioteca comunală din Cernești poartă numele „Augustin Cozmuța”.

## Volume publicate
- Punct de trecere. Interviuri, Editura Gutinul, Baia Mare, 1995
- Punct de vedere. Editoriale, Editura Universității de Nord Baia Mare, 2000
- Coasta Pacifică. Jurnal Californian, Editura Risoprint, Cluj-Napoca, 2002
- Punct critic. Comentarii literare, Editura Risoprint, Cluj-Napoca, 2004
- Pagini de critică literară, Editura Eurotip, Baia Mare, 2010
- Momente și schițe pe scena criticii, Editura Eurotip, Baia Mare, 2013
- Alte pagini de critică literară, Editura Risoprint, Cluj-Napoca, 2014
- Punct de trecere. Volumul II: Interviuri literare, Editura Gutinul, Baia Mare, 2015
- Incursiuni în arta plastică, Editura Gutinul, Baia Mare, 2016 (publicat postum)
- Anul 70 al vieții mele-Jurnal, Editura Cromatica, Baia Mare, 2017 (publicat postum)
- De la Nord statornic la Nord Literar - suplimentul Maramureș, Editura BJPD, Baia Mare, 2018 (publicat postum)Ț

## Afilieri profesionale
- Membru al Asociației Oamenilor de Teatru (ATM), secțiunea critică, îndrumată de Valentin Silvestru.
- Membru al Uniunii Scriitorilor din România, filiala Cluj.
- Membru al Uniunii Ziariștilor Profesioniști din România.
- Vice-președinte al Asociației Scriitorilor Baia Mare.
- Membru fondator al Cenaclului Nord din Baia Mare.
- Membru fondator al revistei Archeus (1994) .
- Membru fondator al revistei  Nord Literar (2003).
- Membru în colegiul redacțional al revistei Pro Unione.
- Redactor șef al ziarului Graiul Maramureșului dupa 1989
- Secretar general de redacție al revistei Nord Literar.
- Redactor-șef adjunct la revista de cultură Archeus.
- Cadru didactic asociat la Universitatea de Nord Baia Mare, specializarea Filosofie-Jurnalistică.